# Tam Sơn, Cẩm Khê
Tam Sơn là một xã thuộc huyện Cẩm Khê, tỉnh Phú Thọ, Việt Nam.
Xã Tam Sơn có diện tích 8,33 km², dân số năm 1999 là 3.762 người, mật độ dân số đạt 452 người/km².